# Pripjev
Pripjev ili refren (fr. refrain) u glazbenom i poetskom smislu označava stilsku figuru dikcije, načina izražavanja, koji se odnosi na ponavljanje stiha, dijela ili grupe stihova. Najčešće se pravilno ponavljaju poslije svakog distiha ili strofe. Pjesnici često ponavljaju slične ili iste riječi, na taj način, na prvom mjestu, ističu svoje osjećaje. Refren povezuje sve strofe u pjesmi, a pritom emocionalno obilježava cijelu pjesmu. Čest je u narodnoj glazbi svih naroda i vremena, a u zabavnoj glazbi je nerijetko i najvažniji dio po kojemu skladba dobiva naslov.

## Vanjske poveznice
- LZMK / Hrvatska enciklopedija: pripjev ili refren
- LZMK / Proleksis enciklopedija: refren